# DKW Block 200/300/350
Die DKW Block 200, Block 300 und Block 350 sind Motorräder der Block-Reihe, die die Zschopauer Motorenwerke J. S. Rasmussen, ab Mitte 1932 Auto Union AG im DKW-Stammwerk Zschopau von 1931 bis 1933 baute. Eine Block 350 war 1932 das erste Modell mit der für die Auto Union AG lizenzierten Schnürle-Umkehrspülung für schnelllaufende Zweitaktmotoren.

## Technik
Der Name der Reihe bezieht sich auf das mit dem Motor in einem gemeinsamen Gehäuse verblockte Getriebe. Rahmen und die Scheiden der Parallelogrammgabel sind aus Pressstahlprofilen hergestellt und für alle Hubraumklassen – ausgenommen die Block 175 – weitestgehend baugleich.
Die Einzylindermotoren hatten bei Serienanlauf noch Querstromspülung mit Nasenkolben und unterschieden sich im Wesentlichen nur in den Hubräumen. Der Zylinder der Block 200 war anders aufgebaut: Hier waren Einlass und Vergaser seitlich auf der Kupplungsseite angeordnet. Der Motor der Block 350 hatte gegenüber den Schwestermodellen einen Membraneinlass, der technisch jedoch nicht voll ausgereift war und im Betrieb mitunter für Probleme sorgte.
Nachdem die Auto Union AG 1932 die Alleinlizenz auf die Schnürle-Umkehrspülung erworben hatte, wurden die Motoren auf diese Spülungsart umgestellt. Das erste Serienmodell mit diesem System war noch 1932 die Block 350, nunmehr ohne Membraneinlass. Äußerlich ist die Änderung zudem an der Positionierung der Überströmkanäle in den Zylinderrippen zu erkennen. Noch deutlicher betraf die Änderung die Block 200, bei der nun der Vergaser wie bei den Schwestermodellen hinter dem Zylinder sitzt. Allen Block-Modellen gemein ist der Primärtrieb über Zahnräder und die Doppelport-Auspuffanlage (zwei Auspuffrohre).
Die Block-Modelle waren standardmäßig mit elektrischem Horn, einer 35-Watt-Beleuchtungsanlage sowie einem aus Stahlblech gepressten Lenker ausgerüstet, der gleichzeitig Instrumententräger für Tachometer und „Zeituhr“ ist.
Ausschließlich im Jahr 1933 wurde von der Block 200 eine Luxusvariante mit elektrischem Anlasser (Dynastart) und auf 7 PS (5 kW) gesteigerter Leistung produziert. Es sollen 2100 Stück produziert worden sein.
Nach Angaben des Autors Frank Rönicke waren 100 Stück der Block 200 mit entsprechend vergrößerter Bohrung in der Viertelliterklasse als Block 250 erhältlich.

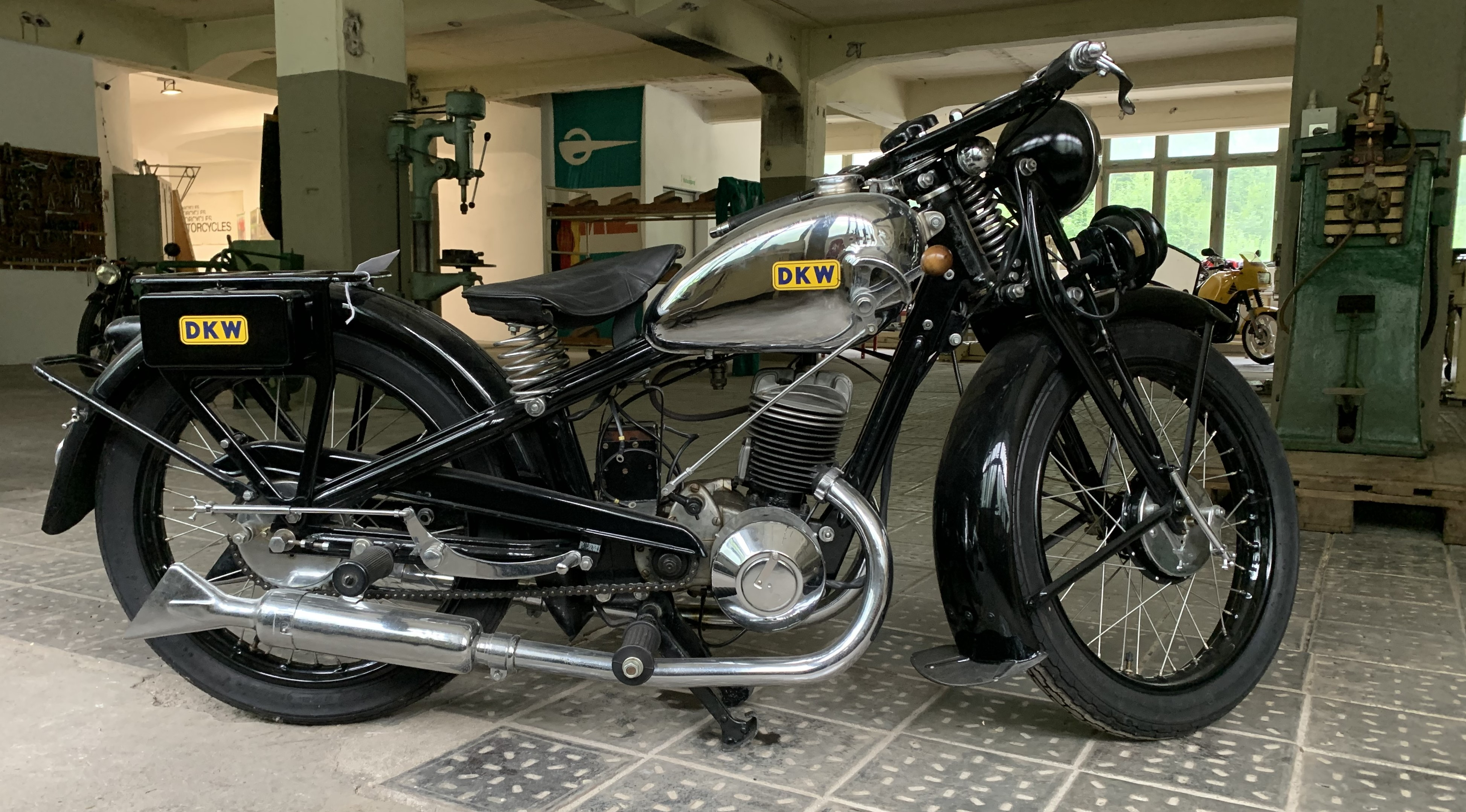
DKW Block 200, Zylinder mit Querstromspülung

|                      | Block 200                                                 | Block 200 A (a)                                           | Block 300                                                 | Block 350                                                 |
| -------------------- | --------------------------------------------------------- | --------------------------------------------------------- | --------------------------------------------------------- | --------------------------------------------------------- |
| Baujahre             | 1931–1933                                                 | 1933                                                      | 1931–1933                                                 | 1931–1932                                                 |
| Motor                | fahrtwindgekühlter Einzylinder-Zweitaktmotor, Kickstarter | fahrtwindgekühlter Einzylinder-Zweitaktmotor, Kickstarter | fahrtwindgekühlter Einzylinder-Zweitaktmotor, Kickstarter | fahrtwindgekühlter Einzylinder-Zweitaktmotor, Kickstarter |
| Steuerung            | Schlitzsteuerung                                          | Schlitzsteuerung                                          | Schlitzsteuerung                                          | Schlitzsteuerung                                          |
| Ladungswechsel       | Querstromspülung, ab Motor-Nr. 333002 Umkehrspülung       | Umkehrspülung                                             | Querstromspülung, ab Motor-Nr. 333002 Umkehrspülung       | Querstromspülung, ab Motor-Nr. 284752 Umkehrspülung       |
| Bohrung × Hub        | 60 × 68 mm                                                | 60 × 68 mm                                                | 74 × 68 mm                                                | 76 × 76 mm                                                |
| Hubraum              | 192 cm³                                                   | 192 cm³                                                   | 292 cm³                                                   | 342 cm³                                                   |
| Nennleistung         | 6,5 PS (4,8 kW)                                           | 7 PS (5,1 kW)                                             | 8,5 PS (6,3 kW)                                           | 11 PS (8,1 kW)                                            |
| Gemischaufbereitung  | Framo-B-Vergaser                                          | Framo-B-Vergaser                                          | Framo-B-Vergaser                                          | Framo-B-Vergaser                                          |
| Schmierung           | Zweitaktgemisch 1 : 20                                    | Zweitaktgemisch 1 : 20                                    | Zweitaktgemisch 1 : 20                                    | Zweitaktgemisch 1 : 20                                    |
| Getriebe             | 3-Gang-Getriebe                                           | 3-Gang-Getriebe                                           | 3-Gang-Getriebe                                           | 3-Gang-Getriebe                                           |
| Endantrieb           | Kette                                                     | Kette                                                     | Kette                                                     | Kette                                                     |
| Rahmen               | Pressstahl-Profilrahmen                                   | Pressstahl-Profilrahmen                                   | Pressstahl-Profilrahmen                                   | Pressstahl-Profilrahmen                                   |
| Radaufhängung vorn   | Parallelogrammgabel mit Schraubenfeder                    | Parallelogrammgabel mit Schraubenfeder                    | Parallelogrammgabel mit Schraubenfeder                    | Parallelogrammgabel mit Schraubenfeder                    |
| Radaufhängung hinten | Starrrahmen                                               | Starrrahmen                                               | Starrrahmen                                               | Starrrahmen                                               |
| Bremsen              | Innenbacken vorn und hinten                               | Innenbacken vorn und hinten                               | Innenbacken vorn und hinten                               | Innenbacken vorn und hinten                               |
| Radstand             | 1290 mm                                                   | 1290 mm                                                   | 1290 mm                                                   | 1290 mm                                                   |
| Leergewicht          | 122 kg                                                    | 142 kg                                                    | 125 kg                                                    | 148 kg                                                    |